# Појана Марулуј (Јаши)
Појана Марулуј (рум. Poiana Mărului) насеље је у Румунији у округу Јаши у општини Чепленица. Oпштина се налази на надморској висини од 239 m.

## Становништво
Према подацима из 2002. године у насељу је живело 1037 становника, од којих су сви румунске националности.